# Товмасян Артак Рубікович
Артак Рубікович Товмасян (нар. 16 вересня 1966; Єреван) — вірменський підприємець, віце-президент Спілки вірмен України, до 2014 року — почесний консул Вірменії в Автономній Республіці Крим.

## Біографія
Народився 16 вересня 1966 року в Єревані в сім'ї робітника. З відзнакою закінчив місцеве ПТУ № 14, працював автослюсарем на Єреванському автомобільному заводі «ЕРАЗ».
У 1990 році закінчив Єреванський інститут народного господарства за спеціальністю «Товарознавство і економіка торгівлі», а у 1993 — Університет марксизму — ленінізму. Після закінчення навчання займався підприємництвом та працював у різних комерційних структурах.
З 1996 по 1999 рік навчався в одному із Юридичних інститутів РФ у Москві. У 1999 році захистив кандидатську дисертацію на тему: «Зобов'язання по відшкодуванню шкоди від недоліків товарів, робіт і послуг».
З 1999 по 2002 рік — Президент Федеральної фінансово-промислової групи «Агранс — Центр».
У 2001—2003 роках — радник Голови Загальноросійського фонду «Інваліди Внутрішніх військ» та Віце-президент Фонду розвитку великого тенісу в Вірменії.
У 2002 — радник підприємства «Севергазинвест».
У 2002 році був призначений почесним консулом Вірменії в Автономній Республіці Крим. У 2014, у зв'язку з анексією Криму Росією, повноваження почесного консульства були припинені.
17 березня 2005 року був призначений радником Голови Виконавчого комітету СНД.
З 2017 року є членом Опікунської ради Єреванської філії Російського економічного університету імені Плеханова.
Голова Правління Народного Фонду розвитку та підтримки науки, культури і спорту «Сузір'я», у 2017 році перейменований у фонд ''Товмасян''.
Власник багатьох компанії в Україні, зокрма енергетичної компанії «Енергозбут», інвестиційного фонду «ЕФ АЙ ЕМ ІНВЕСТ», Кримінвестгруп, Кримкіносервіс тощо.

## Особисте життя
Одружений. Має сина та дочку.

## Нагороди
- орден Богдана Хмельницького II ступеня[2] (однак за інформацією Департаменту з питань громадянства, помилування та державних нагород Офісу Президента України, Артак Товмасян немає державних нагород України);
- медаль за зміцнення співпраці Поліції Республіки Вірменія (2015)[3];
- Меценат року-2017[6];